# Перинт
Перинт (грч. Περινθος) је древни антички и средњовековни град на северној обали Пропонтиде. Током раздобља византијске власти носио је назив Хераклеја (грч. Ἡράκλεια).

## Историја
Перинт су основали становници Самоса око 603. п. н. е. Пошто је северна Пропонтида била мегарска колонизациона зона, оснивање самоске колоније довело је до рата.
У 6. веку п. н. е. земље Перинта су напали Пеони, који су поразили локалну војску и опседали град. Године 513. п. н. е. њихов отпор савладао је сатрап Мегабаз.
У 5. веку п. н. е. био део Делског поморског савеза, према списку из 452. п. н. е. плаћао је годишњи форос од 10 таланата. Остао је веран Атињанима до краја Пелопонеског рата, 410. п. н. е. пустио трупе Алкибијада.
Крајем 5. века п. н. е. Хипократ је у Перинту забележио епидемију неке врсте грознице, чији је један од симптома био јак кашаљ.
Године 377. п.н.е. постао је део Друге атинске поморске уније, 365-359. п. н. е. учествовао у рату Атињана са трачким краљевима Котијем и Керсоблептом. Током савезничког рата, вероватно је напустио унију заједно са Византијом; године 352. п. н. е. вратио у савез са Атином због претње Филипа II Македонског. Године 340-339. п. н. е. је преживео македонску опсаду.
Године 338. п. н. е. постао је део Хеленске уније. За време владавине Александра и његових наследника задржала је аутономију, затим се ујединила у једну заједницу са Византијом. Године 202-196. п. н. е. је заробљен од стране Филипа V Македонског.
Након тога, ушао је у састав римске провинције Македоније, 72. п. н. е. га је опседао Митридат. У доба Римског царства, то је била резиденција прокуратора, после Трајана - легата Августа пропретора, који је владао Тракијом.
Године 18. Германик је прошао кроз Перинт у мисији на Истоку. Као резултат грађанског рата 193-197, у којем је Византија подржала Песценију Нигер, Перинт је лишен статуса града. 275. године, на путу из Перинта за Византију, погинуо је цар Аурелијан.
У 2. веку Глицерија Ираклијева је страдала у Перинту.

### Хераклеја
Крајем 3. века, древни Перинт је преименован у Хераклеју (Хераклија), вероватно у част Максимијана Херкулија, поставши административни центар провинције Европе, а касније су учињени и покушаји да се име града повеже са древним херојем Хераклом.
У погледу црквеног уређења, Хераклеја је била центар епископије, а од 4. века и митрополије, под чијом јурисдикцијом је била и епископија у оближњем Византиону (потоњи Цариград). Према Прокопију Цезарејском (6. век), Хераклеја-Перинт се раније „сматрала за први град Европе, а сада му је дато друго место после Константинопоља“. Град је у међувремену опададао, све до Јустинијана, пошто су аквадукти пали у запуштеност, па их је поменути цар обновио.
Град је задржао двоструко име до краја византијског периода, а након османског освајања звао се Ески Ерегли, док је име је Мармара Ереглиси.